# اختفاء ناغاتو يوكي-تشان
اختفاء ناغاتو يوكي-تشان (باليابانية: 長門有希ちゃんの消失، بالروماجي:  Nagato Yuki-chan no Shōshitsu) (بالإنجليزية: The Disappearance of Nagato Yuki-chan)‏ هي سلسلة مانغا يابانية من تأليف ورسوم بويو، وهذه المانغا تابعة لسلسلة رواية كآبة هاروهي سوزوميا، نشرت في 4 يوليو عام 2009 حتى 4 أغسطس عام 2016، في مجلة يونغ إيس، وتكونت من 10 مجلدات. وتم نشر عشرة مجلدات تانكوبون من قبل كادوكاوا شوتين من 4 فبراير 2010 إلى 4 فبراير 2017. أنتجت المانغا إلى أنمي تلفزيوني من قبل استوديو ساتلايت، عرض الأنمي في 3 أبريل عام 2015 حتى 17 يوليو عام 2015، وتكون من 16 حلقة + 1 أوفا.

## القصة
تدور أحداث القصة عن الكون البديل في فيلم اختفاء هاروهي سوزوميا، الذي لم تشكل
هاروهي سوزوميا فيه نادي إس أو إس. في هذا العالم لم تكن يوكي ناغاتو مخلوق أجنبي، بل هي فتاة خجولة وعضوًا في نادي الأدب في ثانوية الشمال إلى جانب ريوكو أساكورا، أفضل صديق لها وكيون التي كانت تعشقه.

## وصلات خارجية
- الموقع الرسمي (باليابانية)

اختفاء ناغاتو يوكي-تشان على موقع ANN manga (الإنجليزية)

لم يتم العثور على روابط لمواقع التواصل الاجتماعي.